# تاکو همینگوی
فیلیپ تادئوش اشتِیشناک (زاده ۲۹ ژوئیه ۱۹۹۰) در قاهره، که همگان او را با نام هنری‌اش تاکو همینگوی (به انگلیسی: Taco Hemingway) می‌شناسند. خواننده، آهنگساز و رپر اهل لهستان است.

## آلبوم‌ها
- ۲۰۱۳: Young Hems
- ۲۰۱۴: Trójkąt Warszawski
- ۲۰۱۵: Umowa o dzieło
- ۲۰۱۶: WOSK
- ۲۰۱۶: Marmur
- ۲۰۱۷: Szprycer
- ۲۰۱۸: Soma
- ۲۰۱۸: Café Belga